# Entrerríos (Badajoz)
Entrerríos es una entidad local menor del municipio español de Villanueva de la Serena, perteneciente a la provincia de Badajoz (comunidad autónoma de Extremadura). Se sitúa entre Villanueva de la Serena y Valdivia. Pertenece a la comarca de Vegas Altas y al Partido judicial de Villanueva de la Serena.
Tiene una amplia plaza oval porticada, en la que destaca  la iglesia parroquial de Nuestra Señora de Begoña, de forma circular.
Entrerríos fue diseñado por Alejandro de la Sota Martínez en 1953 y es uno más de los 300 "pueblos del franquismo", poblaciones creadas desde cero entre 1940 y 1970 por impulso del Instituto Nacional de Colonización (España) para fomentar la explotación agraria y ganadera en zonas a menudo aisladas y despobladas.